# Kaynarca (Pendik)
Kaynarca est un quartier du district de Pendik de la métropole d'Istanbul.